# Calomicrus shirozui
Calomicrus shirozui es un coleóptero de la familia Chrysomelidae.
Fue descrita científicamente por primera vez en 1969 por Kimoto.